# 보브린스키뛰는쥐
보브린스키뛰는쥐(Allactodipus bobrinskii)는 뛰는쥐과에 속하는 설치류의 일종이다. 보브린스키뛰는쥐속(Allactodipus)의 유일종이다. 투르크메니스탄과 우즈베키스탄에서 발견된다.